# 俵ケ浦半島

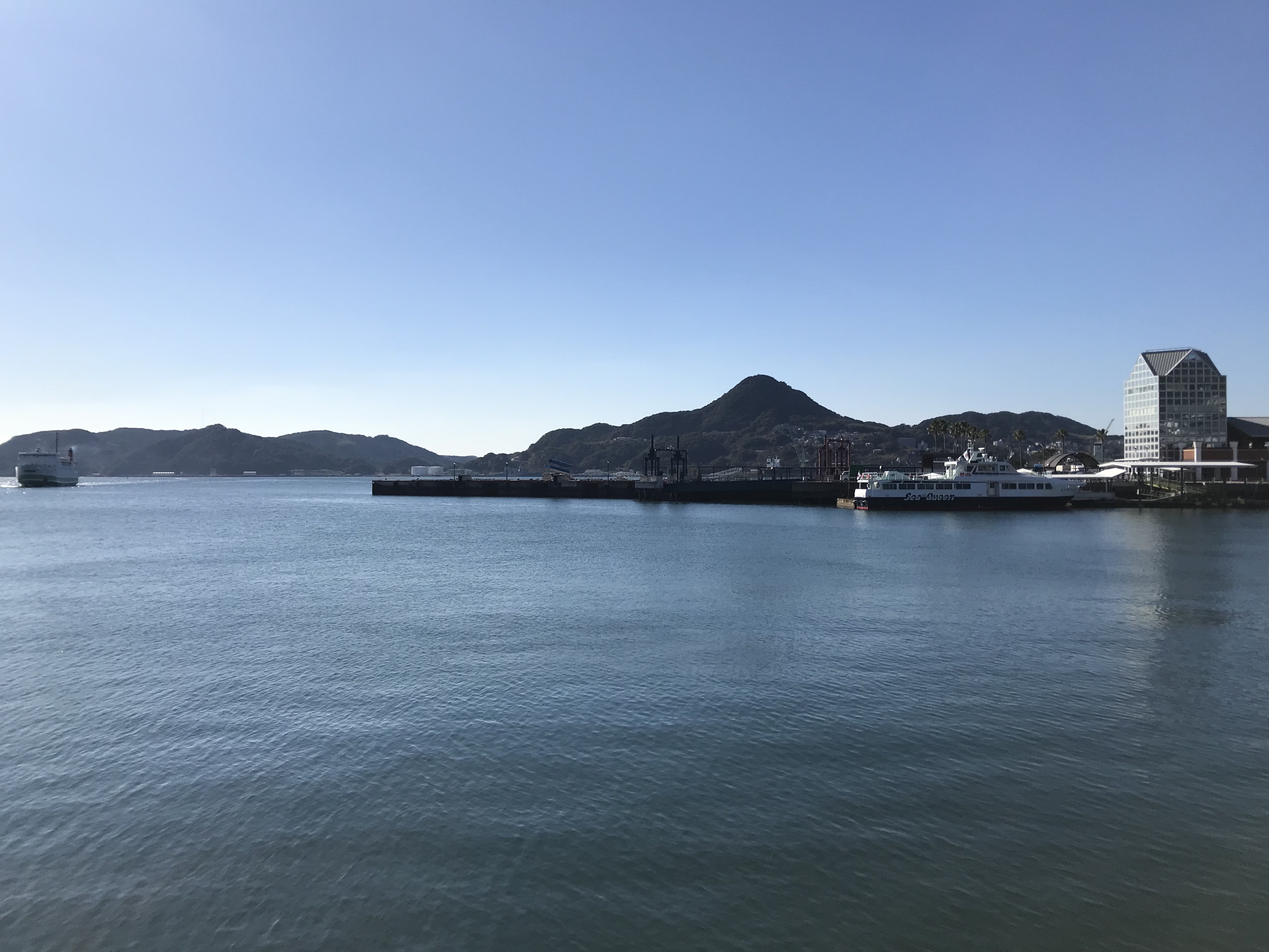
佐世保港から望む赤崎岳付近の俵ケ浦半島

俵ケ浦半島（たわらがうらはんとう）は佐世保湾と外海（五島灘）を隔てている半島。相神浦氏関連と思われる中世の海城跡が複数箇所あり、旧帝国陸軍の佐世保要塞の堡塁・砲台跡が現存。六方石（肥前六方石）の産出地。

## 地理
旧北松浦郡と旧東彼杵郡から成る。弓張岳・赤崎岳・石岳から続く山地が半島の中央を占め、平地は少ない。佐世保湾側の入り江（庵の浦と俵ケ浦）に沿った傾斜地に庵浦町（旧東彼杵郡）と俵ヶ浦町（旧北松浦郡）の中心集落がある。外海側は出入りの多いリアス式海岸となっており、南九十九島の島嶼群に続いている。六方石（肥前六方石）の産出地。
半島の最南端にあたる高後崎と対岸の西海市西海町の寄船鼻とは約850mしか離れておらず、狭小な水路で佐世保湾が外海から隔離されていたことが湾奥部に旧海軍の軍港と佐世保鎮守府が置かれる理由の一つとなった。

## 自然
九十九島一帯は西海国立公園の一部として指定されている。半島の中央部には九十九島の展望所の一つとして開発された展海峰がある。また、西端部には白浜海水浴場と隣接してオートキャンプ場があり、夏季には行楽客で賑わう。2021年（令和3年）3月28日、九十九島観光公園が開園。
平戸瀬戸を含む北松浦半島や西彼杵半島と松島や大島は古式捕鯨の基地であったことからも、江戸時代や明治時代までは俵ケ浦半島の沿岸部もヒゲクジラ類の回遊経路として機能していたと思われる。

## 交通

### 道路
- 長崎県道149号俵ヶ浦日野線

### 公共交通
- 西肥バスが半島を縦断し南部の俵ヶ浦バス停を終点とする路線を運行している（旧佐世保市交通局からの移管路線でさせぼバスが担当）。夏季には白浜海水浴場直通の臨時バスもある。

## 施設

### 公共
- 佐世保市役所九十九連絡所・九十九地区公民館
- つくも荘
- 九十九島観光公園[3]

### 教育機関
- 佐世保市立庵浦小学校
- 佐世保市立俵浦小学校
- 佐世保市立野崎中学校

### その他
- 俵ケ浦郵便局
- 海南荘
- アメリカ海軍庵崎貯油所
- 高後埼灯台
- 高後﨑船番所跡
- 向後崎警備所（旧日本海軍 向後崎防御区）跡[2]